# Kana Hanazawa
Kana Hanazawa (花澤 香菜 Hanazawa Kana?,  Tokio, 25 de febrero de 1989) es una actriz de voz y cantante japonesa. Debutó como actriz infantil en 1995, mientras que en 2003 hizo su debut como seiyū debutando en la serie de anime Last Exile.
Es conocida principalmente por sus papeles tales como el de Kosaki Onodera en Nisekoi, Nadeko Sengoku en la serie de Monogatari, Kanade Tachibana en Angel Beats!, Mayuri Shiina en Steins;Gate, Ruri Gokō en Oreimo, Chiaki Nanami en Danganronpa, Akane Tsunemori en Psycho-Pass, Ichika Nakano en Go-Tōbun no Hanayome, Rize Kamishiro en Tokyo Ghoul  y Mitsuri Kanroji en Kimetsu no Yaiba.

## Carrera
Hanazawa comenzó su carrera desde una edad muy temprana, apareciendo regularmente en el programa de variedades Yappari Sanma Daisensei. A sus catorce años, comenzó su carrera como actriz de voz interpretando a Holy Madosein en la serie Last Exile. Tres años después, proporcionó su voz al personaje de Ryoko Kaminagi en Zegapain. Para entonces, fue contratada por la agencia de talentos Office Osawa.
En 2007, Hanazawa comenzó a estudiar en la universidad y al mismo tiempo dedicaba tiempo a su carrera como actriz de voz ganándose su reputación como actriz de renombre.
El 25 de abril de 2012, Hanazawa comenzó su carrera musical, con el sencillo Hoshizora Destination, bajo el sello discográfico Aniplex, una rama de Sony Music Entertainment Japan y ocupó el 7°mo puesto en la lista de Oricon.
Ha sido condecorada, junto con su colega Miyuki Sawashiro, con el premio a "Mejor actriz de reparto" en la novena edición de los Seiyū Awards por sus roles en Durarara!!×2 Shō y D-frag.

## Vida personal
En febrero de 2017, durante una transmisión en vivo que promocionaba el lanzamiento de Opportunity, Hanazawa confirmó que ella y Kenshō Ono estaban saliendo, luego de que Shūkan Bunshun publicara acusaciones sobre su relación. El 8 de julio de 2020 anunciaron que se casaban.

## Filmografía
Lista de los roles interpretados durante su carrera.
Los papeles principales están en negrita.

### Anime
| Anime                                                               | Papel                                            |
| 2003                                                                |                                                  |
| Last Exile                                                          | Holy Madosein                                    |
| 2006                                                                |                                                  |
| Zegapain                                                            | Ryoko Kaminagi                                   |
| 2007                                                                |                                                  |
| Getsumento Heiki Mina                                               | Nakoru Hazemi / Mina Minazuki                    |
| Higurashi no Naku Koroni Kai                                        | Tomomi (eps. 14-15)                              |
| Mushi-Uta                                                           | Shiika Anmoto                                    |
| Potemayo                                                            | Potemayo                                         |
| Sketchbook: Full Color's                                            | Sora Kajiwara                                    |
| 2008                                                                |                                                  |
| Blassreiter                                                         | Elea                                             |
| Gunslinger Girl -Il Teatrino-                                       | Angelica                                         |
| Kannagi: Crazy Shrine Maidens                                       | Hakua Suzushiro; Zange                           |
| Kemeko Deluxe!                                                      | Riko At Androids                                 |
| Kyōran Kazoku Nikki                                                 | Yūka Midarezaki                                  |
| Mahō Tsukai ni Taisetsu na Koto: Natsu no Sora                      | Sora Suzuki                                      |
| Sekirei                                                             | Kusano                                           |
| Strike Witches                                                      | Amaki Suwa (ep. 12)                              |
| To Love-Ru                                                          | Mikan Yūki                                       |
| 2009                                                                |                                                  |
| Asu no Yoichi!                                                      | Kagome Ikaruga                                   |
| Bakemonogatari                                                      | Nadeko Sengoku                                   |
| Basquash!                                                           | Coco JD                                          |
| Darker than Black: Ryūsei no Gemini                                 | Suou Pavlichenko                                 |
| Kobato                                                              | Kobato Hanato                                    |
| Ladies vs Buttlers!                                                 | Ayse Khadim                                      |
| Pandora Hearts                                                      | Sharon Rainsworth                                |
| Sora no Manimani                                                    | Yukie An                                         |
| The Tower of DRUAGA -the Sword of URUK-                             | Henaro                                           |
| 2010                                                                |                                                  |
| Amagami SS                                                          | miembro de la comisión de la biblioteca (ep. 14) |
| Angel Beats!                                                        | Kanade "Tenshi" Tachibana                        |
| Asobi ni Iku yo!                                                    | Futaba Aoi                                       |
| B Gata H Kei                                                        | Mayu Miyano                                      |
| Durarara!!                                                          | Anri Sonohara                                    |
| Kaichō wa Maid-sama                                                 | Hanazono Sakura                                  |
| Kami nomi zo Shiru Sekai                                            | Shiori Shiomiya                                  |
| Kuragehime                                                          | Tsukimi Kurashita                                |
| Ladies versus Butlers!                                              | Ayse Khadim                                      |
| Motto: To Love-Ru                                                   | Mikan Yūki                                       |
| Oreimo                                                              | Ruri Gokō "Kuroneko"                             |
| Otome Yōkai Zakuro                                                  | Suzukihotaru                                     |
| Seikimatsu Occult Gakuin                                            | Kozue Naruse                                     |
| Seikon no Qwaser                                                    | Fumika Mitarashi                                 |
| Sekirei: Pure Engagement                                            | Kusano                                           |
| Strike Witches 2                                                    | Amaki Suwa (eps. 1, 12)                          |
| To Aru Kagaku no Railgun                                            | Erī Haruue (eps. 17, 20)                         |
| 2011                                                                |                                                  |
| Ao no exorcist                                                      | Shiemi Moriyama                                  |
| Boku wa Tomodachi ga Sukunai                                        | Kobato Hasegawa                                  |
| Deadman Wonderland                                                  | Shiro                                            |
| Denpa Onna to Seishun Otoko                                         | Hanazawa-san                                     |
| Dog Days                                                            | Noir                                             |
| Fractale                                                            | Nessa                                            |
| Freezing                                                            | Rana Linchen                                     |
| Hen Zemi                                                            | Nanako Matsutaka                                 |
| Last Exile: Ginyoku no Fam                                          | Alvis E. Hamilton                                |
| IS (Infinite Stratos)                                               | Charlotte Dunois                                 |
| Kamisama Dolls                                                      | Mahiru Hyūga                                     |
| Mayo Chiki!                                                         | Kureha Sakamachi                                 |
| Morita-san wa Mukuchi                                               | Mayu Morita                                      |
| Moshidora                                                           | Yuki Miyata                                      |
| Ro-Kyu-Bu!                                                          | Tomoka Minato                                    |
| Seikon no Qwaser II                                                 | Fumika Mitarashi                                 |
| Steins;Gate                                                         | Mayuri Shiina                                    |
| Guilty Crown                                                        | Ayase Shinomiya, Yahiru de joven                 |
| 2012                                                                |                                                  |
| Aquarion EVOL                                                       | Zessica Wong                                     |
| Campione!                                                           | Yuri Mariya                                      |
| Binbō-gami Ga!                                                      | Sakura Ichiko                                    |
| Black Rock Shooter                                                  | Mato Kuroi (Black Rock Shooter)                  |
| Dog Days '                                                          | Noir                                             |
| Bodacious Space Pirates                                             | Chiaki Kurihara                                  |
| Hagure Yūsha no Estetica                                            | Kuzuha Doumoto                                   |
| Inu x Boku Secret Service                                           | Karuta Roromiya                                  |
| Mobile Suit Gundam AGE                                              | Romary Asuno                                     |
| Magi: The Labyrinth of Magic!                                       | Ren Kougyoku                                     |
| Nisemonogatari                                                      | Sengoku Nadeko                                   |
| Psycho-Pass                                                         | Akane Tsunemori                                  |
| Sket Dance                                                          | Saaya Agata                                      |
| Saki: Achiga-hen                                                    | Kuro Matsumi                                     |
| Shin Sekai Yori                                                     | Maria Akizuki                                    |
| Sengoku Collection                                                  | Ieyasu Tokugawa                                  |
| Smile PreCure!                                                      | Mika Edou                                        |
| Tonari no Kaibutsu-kun                                              | Chizuru Ōshima                                   |
| To LOVE-Ru Darkness                                                 | Mikan Yūki                                       |
| Zetman                                                              | Konoha Amagi                                     |
| Zetsuen no Tempest                                                  | Aika Fuwa                                        |
| 2013                                                                |                                                  |
| Boku wa Tomodachi ga Sukunai NEXT                                   | Kobato Hasegawa.                                 |
| Kotoura-san                                                         | Yuriko Mifune                                    |
| Monogatari Series Second Season                                     | Nadeko Sengoku                                   |
| Coppelion                                                           | Aoi Fukasaku                                     |
| Kami Nomizo Shiru Sekai - Megami Hen                                | Shiori Shiomiya                                  |
| OreImo 2                                                            | Kuroneko/Ruri Gokō y Hinata Gokō                 |
| To Aru Kagaku no Railgun S.                                         | Haruue Erii                                      |
| Sasami-san@Ganbaranai                                               | Kagami Yagami                                    |
| Zettai Bōei Leviathan                                               | Syrup                                            |
| Watashi ga Motenai no wa Dou Kangaetemo Omaera ga Warui! (Watamote) | Yu-chan                                          |
| IS (Infinite Stratos) 2                                             | Charlotte Dunois                                 |
| Hyperdimension Neptunia                                             | Plutia/Iris Heart                                |
| Magi: The Kingdom of Magic                                          | Ren Kougyoku                                     |
| Nagi no Asukara                                                     | Manaka Mukaido                                   |
| Sekai de Ichiban Tsuyoku Naritai!                                   | Juri Sanada                                      |
| Tokyo Ravens                                                        | Natsume Tsuchimikado                             |
| Unbreakable Machine-Doll                                            | Hotaru/Nadeshiko Akabane                         |
| 2014                                                                |                                                  |
| Akame ga Kill!                                                      | Seryu Ubiquitous                                 |
| Break Blade TV                                                      | Saburafu Cleo                                    |
| Bokura wa Minna Kawaisou                                            | Ritsu Kawai                                      |
| Buddy Complex                                                       | Mayuka Nasu                                      |
| D-frag                                                              | Roka Shibasaki                                   |
| Mahōka Kōkō no Rettōsei                                             | Mayumi Saegusa                                   |
| Mekaku City Actors                                                  | Mary Kozakura                                    |
| Nisekoi                                                             | Kosaki Onodera                                   |
| Nō-Rin                                                              | Minori Nakazawa                                  |
| Parasyte                                                            | Satomi Murano                                    |
| Persona 4 The Golden Animation                                      | Marie                                            |
| Psycho-Pass 2                                                       | Akane Tsunemori                                  |
| Seikoku no Dragonar                                                 | Jessica Valentine                                |
| Sekai Seifuku: Bouryaku no Zvezda                                   | Natasha                                          |
| Tonari no Seki-kun                                                  | Rumi Yokoi                                       |
| Tokyo Ghoul                                                         | Rize Kamishiro                                   |
| Wake Up Girls!                                                      | Anna                                             |
| World Trigger                                                       | Ai Kitora                                        |
| 2015                                                                |                                                  |
| Durarara!!x2                                                        | Anri Sonohara                                    |
| Gatchaman Crowds insight                                            | Gel Sandra                                       |
| Jōkamachi no Dandelion                                              | Akane Sakurada                                   |
| Junketsu no Maria                                                   | Ezekiel                                          |
| Dog Days                                                            | Noir                                             |
| Nisekoi (segunda temporada)                                         | Kosaki Onodera                                   |
| Teekyū 4                                                            | Marimo Bandō                                     |
| Takamiya Nasuno Desu!                                               | Marimo Bandō                                     |
| Unlimited Fafnir                                                    | Firill Crest                                     |
| Yamada-kun to 7-nin no Majo                                         | Mikoto Asuka                                     |
| To Love-Ru Darkness 2nd                                             | Mikan Yūki                                       |
| Prison School                                                       | Hana Midorikawa                                  |
| Owarimonogatari                                                     | Nadeko Sengoku                                   |
| 2016                                                                |                                                  |
| Orange                                                              | Naho Takamiya                                    |
| Kanojo to Kanojo no Neko                                            | Kanojo                                           |
| Ange Vierge                                                         | Código Omega 46 Xenia                            |
| Danganronpa 3: The End of Hope's Peak Academy                       | Nanami Chiaki                                    |
| Bungō Stray Dogs                                                    | Lucy Maud Montgomery                             |
| Shūmatsu no Izetta                                                  | Ervira                                           |
| Sangatsu no Lion                                                    | Hinata Kawamoto                                  |
| Udon no Kuni no Kin'iro Kemari                                      | Sae Fujiyama                                     |
| Rewrite                                                             | Kagari                                           |
| Fairy Tail Zero                                                     | Zera                                             |
| 2017                                                                |                                                  |
| Ao no Exorcist: Kyoto Fujō Ō-hen                                    | Shiemi Moriyama                                  |
| Gabriel DropOut                                                     | Raphiel Ainsworth Shiraha                        |
| Koi to Uso                                                          | Misaki Takazaki                                  |
| Owarimonogatari 2º season                                           | Nadeko Sengoku                                   |
| Sakurada Reset                                                      | Misora Haruki                                    |
| Shokugeki no Sōma                                                   | Nene Kinokuni                                    |
| Tsurezure Children                                                  | Yuki Minagawa                                    |
| Magical Girl Saeko                                                  | Marcela Korashi                                  |
| Yūki Yūna wa Yūsha de Aru: Washio Sumi no Shou                      | Sonoko Nogi                                      |
| 2018                                                                |                                                  |
| Shokugeki no Sōma                                                   | Nene Kinokuni                                    |
| Steins;Gate 0                                                       | Mayuri Shiina                                    |
| Happy Sugar Life                                                    | Satō Matsuzaka                                   |
| Hataraku Saibō                                                      | Eritrocito 3803                                  |
| Sora Yorimo Tōi Basho                                               | Shirase Kobuchizawa                              |
| 2019                                                                |                                                  |
| Fairy tail: final series                                            | Zera                                             |
| Boogiepop wa Warawanai                                              | Suiko Minahoshi                                  |
| Date A Live III                                                     | Phanthom (Episodio 9)                            |
| Go-Tōbun no Hanayome                                                | Ichika Nakano                                    |
| Senryu Girl                                                         | Nanako Yukishiro                                 |
| Kimetsu no Yaiba                                                    | Mitsuri Kanroji                                  |
| Mix                                                                 | Haruka Ōyama                                     |
| Shōmetsu Toshi                                                      | Yuki                                             |
| Phantasy Star Online 2: Episode Oracle                              | Melphonshina                                     |
| Pokémon Journeys                                                    | Koharu/Chloe                                     |
| 2020                                                                |                                                  |
| Magia Record: Puella Magi Madoka Magica Gaiden                      | Kuroe (Ep.1 y Ep.13)                             |
| Drifting Dragons                                                    | Vanabelle                                        |
| Hōsekisho Richard-shi no Nazo Kantei                                | Shōko Tanimoto                                   |
| Uchi Tama!? ~Uchi no Tama Shirimasen ka?~                           | Momo Hanasaki                                    |
| Mushikago no Cagaster                                               | Ilie                                             |
| Yesterday wo Utatte                                                 | Shinako Morinome                                 |
| Listeners                                                           | Rozu                                             |
| Gleipnir                                                            | Elena Aoki                                       |
| Mahōka Kōkō no Rettōsei Raihousha-hen                               | Saegusa Mayumi                                   |
| 2021                                                                |                                                  |
| Gekidol                                                             | Kaworu Sakakibara                                |
| Go-Toubun no Hanayome ∫∫                                            | Ichika Nakano                                    |
| Magia Record Season 2                                               | Kuroe                                            |
| Kemono Jihen                                                        | Inari                                            |
| Maiko-san chi no Makanai-san                                        | Kiyo                                             |
| Koi to Yobu ni wa Kimochi Warui                                     | Arie Matsushima                                  |
| Seven Knights Revolution: Eiyuu no Keishousha                       | Ellen                                            |
| Sacks&Guns!!                                                        | Zacrett                                          |
| Zombieland Saga: Revenge                                            | Maimai Yuzuriha                                  |
| Hyper Ultra Girlish                                                 | NyanPach                                         |
| Kageki_Shoujo!!                                                     | Hijiri Nojima                                    |
| Sakugan                                                             | Zackletu                                         |
| 2022                                                                |                                                  |
| Tate no Yūsha no Nariagari Season 2                                 | Ost Horai                                        |
| Kage no Jitsuryokusha ni Naritakute!                                | Alexia Midgar                                    |
| Kinsō no Vermeil                                                    | Elena Kimberlight                                |
| Urusei Yatsura                                                      | Ran                                              |
| 2023                                                                |                                                  |
| Boruto: Naruto Next Generations                                     | Ada                                              |
| Dekoboko Majo no Oyako Jijō                                         | Narración                                        |
| Dark Gathering                                                      | Eiko Hozuki                                      |
| Niehime to Kemono no Ou                                             | Sariphi                                          |
| Kubo-san wa Mob wo Yurusanai                                        | Nagisa Kubo                                      |
| Kimetsu no Yaiba: Katanakaji no Satō-hen                            | Mitsuri Kanroji                                  |
| Ayaka: A Story of Bonds and Wounds                                  | Ibara Ichiyo                                     |
| Kaminaki Sekai no Kamisama Katsudō                                  | Aruraru                                          |
| 2024                                                                |                                                  |
| Hananoi-kun to Koi no Yamai                                         | Hotaru Hinase                                    |
| Kimetsu no Yaiba: Hashira Gakkō-hen                                 | Mitsuri Kanroji                                  |
| Megami no Cafe Terrace                                              | Hekiru Yoshino                                   |
| The Fable                                                           | Misaki Shimizu                                   |
| 2025                                                                |                                                  |
| Fate/strange Fake                                                   | Ayaka Saijyō                                     |
| Mattaku Saikin no Tantei Tokitara                                   | Mashiro Nakanishi                                |
| Ninja to Koroshiya no Futarigurashi                                 | Konoha Koga                                      |
| Teogonia                                                            | Jose                                             |
| To Be Hero X                                                        | Queen                                            |
| Tomodachi no Imōto ga Ore ni Dake Uzai                              | Sumire Kageishi                                  |
| Let's Play                                                          | Sam Young                                        |
| 2026                                                                |                                                  |
| Mato Seihei no Slave                                                | Ren Yamashiro                                    |

### OVA
- Angel Beats! como Kanade "Tenshi" Tachibana.
- Baby Princess 3D Paradise 0 Love como Mizuki.
- Bungaku Shōjo - Kyō no Oyatsu~Hatsukoi~ como Tōko Amano.
- Bungaku Shōjo Memoir III - Koi suru Otome no Rhapsody como Tōko Amano.
- Bungaku Shoujo Memoir I -Yume-Miru Shoujo no Prelude- como Tōko Amano.
- D-Frag! OVA como Roka Shibasaki.
- Fate/Prototype (OAD) como Ayaka Sajyou
- Gunslinger Girl -Il Teatrino- como Angelica.
- .hack//Quantum como Sakuya / Aida Asumi.
- Magical Witch Punie-chan como Potaru Tanaka.
- Mahō Sensei Negima! ~Mō Hitotsu no Sekai~ Extra Mahō Shōjo Yue como Beatrix Monroe.
- Mayo elle Otokonoko como Itsuki Kanade
- Megane na Kanojo como Chiaki Kuramoto (ep. 4)
- Seikon no Qwaser: Jotei no Shōzō como Fumika Mitarai.
- Shina Dark - Kuroki Tsuki no Ō to Sōheki no Tsuki no Himegimi como Mapul.
- To Love-Ru como Mikan Yūki.
- Yutori-chan como Tsumekomi-chan.
- Black Rock Shooter como Mato Kuroi (Black Rock Shooter).
- Steins;Gate como Mayuri Shiina.
- Persona 4:The Golden Animation Thank you Mr. Accomplice como Marie
- Hyper Ultra Girlish:Super Elegant como NyanPach

### ONA
- Koyomimonogatari como Nadeko Sengoku.

### Películas
- Aura: Maryūinkōga Saigo no Tatakai como Ryōko Satō.
- BLAME! como Cibo
- Break blade como Cleo Saburafu.
- Blood-C: The Last Dark como Hiro Tsukiyama.
- Bungaku Shōjo como Tōko Amano.
- Cencoroll como Yuki.
- King of Thorn como Kasumi Ishiki.
- Go! Princess PreCure como la Princesa Pumplulu.
- Inazuma Eleven GO vs. Danbōru Senki W como Ran Hanasaki.
- Mahōka Kōkō no Rettōsei - Hoshi o Yobu Shoujo como Mayumi Saegusa
- Nerawareta Gakuen como Kahori.
- Steins;Gate: Fuka Ryōiki no Déjà vu como Mayuri Shiina.
- Blue Exorcist: la película como  Moriyama Shiemi
- Psycho-Pass: la película como Akane Tsunemori
- El jardín de las palabras como Yukari Yukino
- Kimi no Na wa. como Yukari Yukino
- El tiempo contigo como Kana
- Kimetsu no Yaiba: Mugen Ressha-hen como Mitsuri Kanroji
- Jujutsu Kaisen 0: la película como Rika Orimoto
- Goodbye, Don Glees! como Chibori «Tivoli» Urayasu
- Go-Toubun no Hanayome The Movie como Ichika Nakano

### CD dramas
- Ao no Exorcist: Money, money, money (Shiemi Moriyama)
- Boku wa Tomodachi ga Sukunai (Kobato Hasegawa)
- D-Frag! (Roka Shibasaki)
- Fate/Prototype Special Drama CD (Ayaka Sajyou)
- Hibi Chōchō (Suiren Shibazeki)
- Idol Pretender (Eita Chinami)
- No-Rin (Minori Nakazawa)
- Ore no Imōto ga Konna ni Kawaii Wake ga Nai (Kuroneko)
- Shirumashi Pilgrim (Lin)
- Watashi ga Motete Dōsunda (Kae Serinuma)

### Videojuegos
- .hack//Versus  como Sakuya.
- Capsule Servant  como Ayaka Sajyou.
- Chaos Rings como Mana.
- Cosmic Break como Melfi.
- Daemon Bride como Nina Sumeragi.
- Danganronpa 2: Goodbye Despair como Chiaki Nanami.
- Date A Live: Rinne Utopia como Rinne Sonogami
- Dengeki Bunko Fighting Climax como Kuroneko (solo support).
- Destiny Child como Chang'e.
- Dissidia Final Fantasy NT como Rinoa Heathley
- Final Fantasy Type-0 como Deuce.
- Girls x Battle como Geisha, Selene, Cayla, Katie y Raphael.
- Gloria Union como Ruru.
- Heroes Phantasia como  Suou Pavlichenko.
- Magia Record - como Nadeko Sengoku (Crossover)
- Mobile Legends: Bang Bang como Kagura.
- Nora to Toki no Kōbō: Kiri no Mori no Majo como Sirkka Bjorn.
- Ore no Imōto ga Konna ni Kawaii Wake ga Nai Portable como Kuroneko.
- Persona 4: The Golden como Marie.
- Rewrite como Kagari.
- Rune Factory Oceans como Iris.
- Skullgirls como Ms. Fortune
- Steins;Gate como Mayuri Shīna.
- Summer Pockets como Naruse Shiroha
- Tales of Graces como Sophie[11]
- Tales of The World 3: Radiant Mitology como Sophie.
- Idolm@ster Dearly Stars como Eri Mizutani.
- To Love-Ru -Trouble- Waku Waku! Rinkangakkō-hen como Mikan Yuki.
- Tokimeki Memorial 4 como Rhythmy Kyono.
- The king of fighters all star ( Noah)
- Saint Seiya Awakening KotZ como Tethys de Sirena (Mermaid) y Yukino / Mii de Delfín.
- Alchemy Stars como Eve.

## Discografía

### Sencillos
| Nro. | Lanzamiento             | Título                                                                            | Nro. de Catálogo | Nro. de Catálogo | Clasificación Oricon | Álbum       | Notas                                            |
| Nro. | Lanzamiento             | Título                                                                            | Edición Limitada | Edición Regular  | Clasificación Oricon | Álbum       | Notas                                            |
| ---- | ----------------------- | --------------------------------------------------------------------------------- | ---------------- | ---------------- | -------------------- | ----------- | ------------------------------------------------ |
| 1.º  | 25 de abril de 2012     | Hoshizora Destination (星空☆ディスティネーション?)                                | SVWC-7840        | SVWC-7842        | 7                    | Claire      |                                                  |
| 2.º  | 18 de julio de 2012     | Hatsukoi no Oto (初恋ノオト?)                                                     | SVWC-7863        | SVWC-7865        | 4                    | Claire      |                                                  |
| 3.º  | 24 de octubre de 2012   | Happy Endings                                                                     | SVWC-7899/900    | SVWC-7901        | 7                    | Claire      | Primer ending de la serie Zetsuen no Tempest.    |
| 4.º  | 16 de enero de 2013     | Silent Snow                                                                       | SVWC-7926/27     | SVWC-7928        | 8                    | Claire      | Ending de la película recopilatoria de Zegapain. |
| 5.º  | 25 de diciembre de 2013 | Koisuru Wakusei (恋する惑星?)                                                     | SVWC-7974/75     | SVWC-7976        | 11                   | 25          |                                                  |
| 6.º  | 1 de octubre de 2014    | Hohoemi Mode (ほほ笑みモード?)                                                    | SVWC-70021/22    | SVWC-70023       | 12                   | Blue Avenue |                                                  |
| 7.º  | 24 de diciembre de 2014 | Cocytus (こきゅうとす?)                                                           | SVWC-70041/2     | SVWC-70043       | 13                   | Blue Avenue |                                                  |
| 8.º  | 25 de febrero de 2015   | Kimi ga Inakucha Dame Nanda (君がいなくちゃだめなんだ?)                           | SVWC-70053/54    | SVWC-70055       | 13                   | Blue Avenue |                                                  |
| 9.º  | 11 de febrero de 2016   | 透明な女の子 (Tōmei na Onna no Ko?)                                               | SVWC-70138/9     | SVWC-70140       | 20                   | Opportunity |                                                  |
| 10.º | 1 de julio de 2016      | Atarashii Uta (あたらしいうた?)                                                   | SVWC-70170/1     | SVWC-70172       | 14                   | Opportunity |                                                  |
| 11.º | 30 de noviembre de 2016 | Zarazara (ざらざら?)                                                              | SVWC-70225/6     | SVWC-70227       | 20                   | Opportunity |                                                  |
| 12.º | ７ de febrero de 2018   | Haru ni Aisareru Hito ni Watashi wa Naritai (春に愛されるひとにわたしはなりたい?) | VVCL-1164/5      | VVCL-1166        | 15                   | ー          |                                                  |
| 13.º | 25 de julio de 2018     | Daijōbu (大丈夫?)                                                                 | VVCL-1267/8      | VVCL-1269        | 27                   | Coco-Base   |                                                  |
| 13.º | 25 de julio de 2018     | Daijōbu (大丈夫?)                                                                 | VVCL-1270/1      | VVCL-1269        | 27                   | Coco-Base   |                                                  |

### Álbumes
| Nro. | Título      | Información del Álbum                                                                                       | Oricon |
| Nro. | Posición    | |        |
| ---- | ----------- | --- | ------ |
| 1.º  | Claire      | - Lanzamiento: 20 de febrero de 2013 - Discográfica: Aniplex - Nro. de Catálogo: SVWC-7929                  | 6      |
| 2.º  | 25          | - Lanzamiento: 26 de febrero de 2014 - Discográfica: Aniplex - Nro. de Catálogo: SVWC-7988/90, SVWC-7991/92 | 8      |
| 3.º  | Blue Avenue | - Lanzamiento: 22 de abril de 2015 - Discográfica: Aniplex - Nro. de Catálogo: SVWC-70064/5, SVWC-70066     | 12     |
| 4.º  | Opportunity | - Lanzamiento: 22 de febrero de 2017 - Discográfica: Aniplex - Nro. de Catálogo: SVWC-70251/2, SVWC-70253   | —      |